# Vonaldíszes kerámia kultúrája

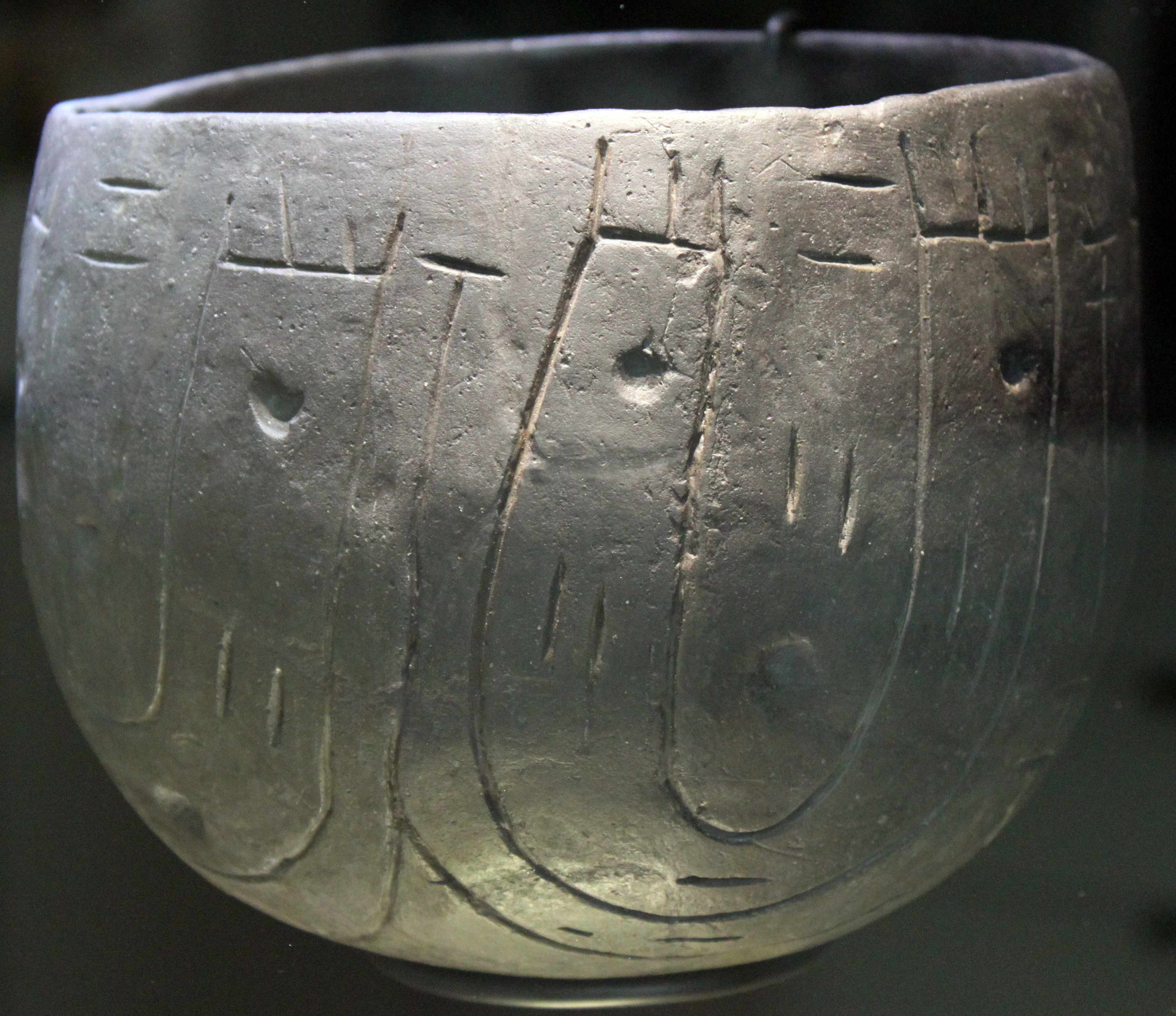
Vonaldíszes tál, Zselíz csoport

A vonaldíszes kerámia kultúrája (rövidítve: VK, angolul: Linear Pottery Culture, németül: Linearbandkeramik, németül rövidítve: LBK) névadó díszítésmódja a bekarcolt vonalakból alkotott önálló motívumkincs, amely Európa újkőkorszaki régészeti leletanyagának egyik fő jellegzetessége. A kultúra körülbelül 7500-6500 éve virágzott. Vonaldíszes áruként (portékaként), vonaldíszes kerámiaként vagy bekarcolt áru (portéka) kultúraként is ismert, és a Vere Gordon Childe által leírt „Duna I.”-kultúrába tartozik.
A kultúra legsűrűbb bizonyítékai a  Duna középső szakaszán, az Elba felső és középső szakaszán és a Rajna felső és középső szakaszán vannak. Ez a kultúra reprezentálja a mezőgazdaság európai elterjedésének fő eseményét. A kerámiák közé, amelyekről a kultúra a nevét kapta, egyszerű csészék, kupák, vázák, korsók tartoznak, fülek nélkül, de a későbbi fázisokban fülekkel vagy átfúrt fogantyúkkal. Ezeket nyilvánvalóan konyhai edényeknek készítették vagy a sürgős illetve helyi élelmiszer- és italszállítás céljaira.
A fontos lelőhelyek közé tartozik a felvidéki Nyitra, a csehországi Bylany, a németországi Langweiler és Zwenkau, az ausztriai Brunn am Gebirge, a Rajnánál Elsloo, Sittard, Köln-Lindenthal, Aldenhoven, Flomborn és Rixheim, a  Duna felső szakaszán Lautereck és Hienheim, az Elba középső szakaszán Rössen és Sondershausen.

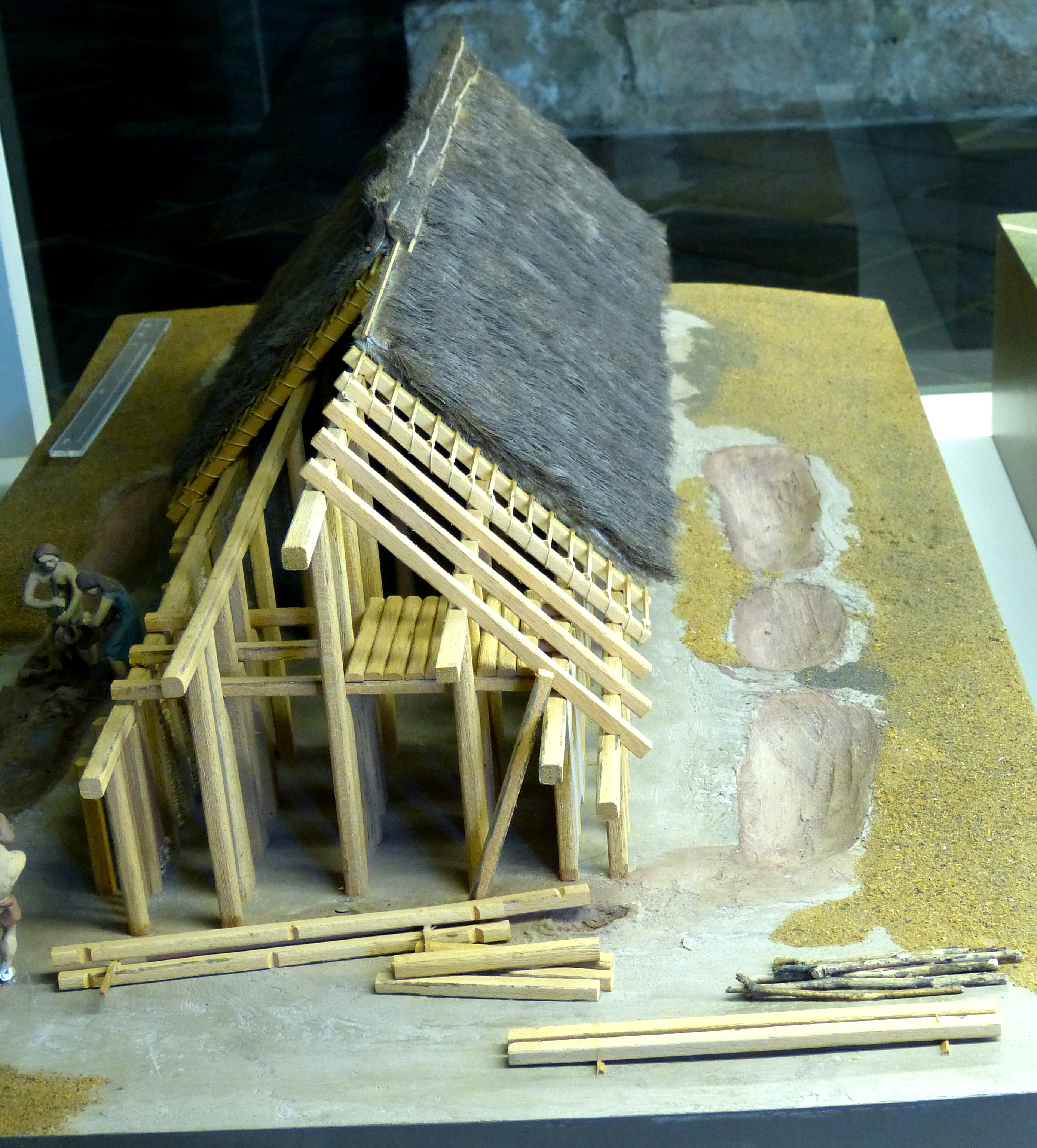
Hosszúház modellje

A vonaldíszes kultúra ismertetőjegye a hosszúház is.. A legrégebbi, 7500 éves hosszúházak nyomait Magyarországon tárták fel: 1995–1996-ban az M3-as autópálya nyomvonalán végzett leletmentésnél Füzesabony-Gubakút lelőhelyen, 2007-ben pedig a Szombathely környéki Torony község Nagyrét dűlő lelőhelyén. A legnagyobb dunántúli VK települést a Balaton déli partján fekvő Balatonszárszó mellett tárták fel 2003-ban. A kultúrához köthető, Kr.e 5500-5000 között épített 45 hosszúházból 39 egy sűrűn beépített körzetet alkotott.
A lengyelországi Oslonkinál végzett ásatás (keltezés 6300 éve, késői VK), feltárt egy nagy erődített települést 4000 m²-es területen. Közel 30 trapéz alakú hosszúházzal és több mint 80 sírral az egyik leggazdagabb régészeti lelőhely egész Közép-Európában. A derékszögű hosszúházak 7–45 méter hosszúak és 5–7 méter szélesek. Ezek erős facölöpökből épültek, melyek köré ágakat fontak és vakolattal betapasztották (magyar szakkifejezés: paticsfal).
A korai vonaldíszes kerámiának két változata ismert:
- A korai vagy nyugati vonaldíszes kultúra a Duna középső szakaszán fejlődött ki, beleértve Nyugat-Magyarországot, majd a Rajna, az Elba, az Odera és a Visztula folyásiránya mentén terjedt tovább.
- A keleti vonaldíszes kerámia kultúrája Kelet-Magyarországon virágzott.

A középső és a késői fázisokat is meghatározták, a korai vonaldíszes kerámia kultúrája szimbiózisba lépett a Bug–Dnyeszter-kultúra területére, ezzel kezdetét vette a kottafejes kerámia készítése. A késői fázisban a tűzdelt szalagdíszes kerámia kultúrája terjeszkedett a Visztula és az Elba folyásirányában. Végül számos kultúra váltotta fel a vonaldíszes kerámia kultúráját annak területén, de egyik sem egy az egyben hozzá, hanem különböző változataihoz és utódkultúráihoz kapcsolódik. A kultúrák feltérképezése bonyolult. Néhány utódkultúra: Hinkelstein, Großgartach, Rössen, Lengyel, Cucuteni–Tripolje, Boian–Marica.

## A kultúra elnevezései
Friedrich Klopfleisch német művészettörténész és őstörténész az elsők közé tartozott, akik felismerték az őstörténetben a kerámia időrendi tagolást elősegítő szerepét. 1882-ben megjelent "A leubingeni, sömmerdai és nienstädti sírhalom. Általános bevezetés: a kerámia jellemzői és időrendje Közép-Németországban" című munkájában alkotta meg a "vonaldíszes kerámia" és a "zsinegdíszes kerámia" fogalmait a két legjelentősebb közép-európai újkőkorszaki kultúrára és először próbálta meg felvázolni azok tartalmát.  A magyarországi újkőkori leletanyag első szintézisét nyújtó Tompa Ferenc a szalagdíszes agyagművesség elnevezést használta az 1920-as évek végén megjelentetett művében. Egy 1937-ben megjelent művében Tompa a szalagdíszes kerámia kultúra nemzetiségi csoportját a vonaldíszes részének tartja. Az angol régészetbe a régészeti kultúra fogalmát bevezető V. Gordon Childe a VK-ra a Duna-vidéki kultúra I. fogalmát használta.
Mióta kiderült, hogy a Körös-kultúra kerámiája korábbi volt mint az VK és egy folyamatosan élelemtermelő régióban helyezkedett el, az első kutatók ezt tekintették a vonaldíszes kerámia kultúrája elődjének. Az 1940-es években Bognárné Kutzián Ida rögzítette azt a felismerést, hogy a Körös-kultúra kerámiája megelőzte a vonaldíszes kerámiát.. A Körös-kultúra kerámiája számos díszítőmintája csavaros alakú festett díszítés volt, spirálok, összetartó díszítések, függőleges díszítések és így tovább. A VK ezeknek a csavart alakú mintáknak az utánzásaként jelent meg benyomkodott vonalakkal; tehát a vonaldíszítés megkülönbözteti a festett kerámiáktól a benyomkodással díszített kerámiát.

## Földrajz és kronológia

A vonaldíszes kerámia kultúra elterjedése

A radiokarbon adatok lényegesen módosították a VK korábbi kronológiáját. Ezek azt bizonyították, hogy a kezdeti VK Kr. e. 5700 körül Nyugat-Magyarországon jelent meg és innét terjedt nyugatra, több mint 1500 km-re (a Dunántúlról Franciaországig) a folyók mentén 360 év alatt. Az expanzió üteme mintegy 4 km/év volt, ami aligha nevezhető inváziónak vagy a szokásos aktuális események egy hullámának, de régészeti időtávon különösen gyorsnak tűnik.
A VK a partvidékektől némileg beljebb koncentrálódott, például nincsenek leletek Dániában vagy Németország és Lengyelország északi partjai mentén, vagy Romániában a Fekete-tenger partján. Az északi partvidéki régiókat továbbra is mezolitikumi kultúrák foglalták el, kihasználva a mesésen gazdag atlanti lazac vándorlásokat. A VK kisebb koncentrációi alakultak ki Hollandiában, mint például Elsloo, Darion, Remicourt, Fexhe vagy Waremme-Longchamps lelőhelyek, valamint az Odera és a Visztula torkolatánál. Nyilvánvaló, hogy a középső kőkorszak és a újkőkorszak nem zárják ki egymást.
A VK legnagyobb kiterjedése körülbelül Szajna–Oise vonaltól (Párizsi medence) keleti irányban a Dnyeper vonaláig, délen pedig a  Száva folyóig (Malo–Korenovo-kultúra), a Magyar Alföldön a Maros folyóig (a Szakálhát-csoport pontosabban a Maros folyó északi ágáig a Száraz-érig) terjedt. Kiterjedt továbbá a Déli-Bug völgyére, a Dnyeszter völgyére és a Dnyeszter közepétől dél felé fordulva a Dunáig Kelet-Romániában, a Kárpátoktól keletre. 
A magyar régészetben az a vélemény a meghatározó, mely szerint a Dunántúlon kialakult VK két irány felé haladt tovább. Az egyik a Morva kapun kijutva, a Kárpátoktól északra és keletre is elterjedt, a másik a Duna folyásával ellenkező irányban terjesztette a neolitikus vívmányokat. A kultúra elsődleges kialakulási centruma a Dél-Zalától Bécs környékéig terjedő terület.

### Korszakolás
Elég sok C14-es (szénizotópos kormeghatározással megállapított) dátum áll rendelkezésünkre a VK-ból, ami lehetővé teszi a statisztikai elemzést, különböző mintákon. Az egyik ilyen elemzés, amit Stadler és Lennais végeztek el (publikálva: 1996) 68,2%-os megbízhatósággal állítja az i. e. 5430-5040 közötti időszakot, azaz a mérést, a számítást és a kalibrálást befolyásoló fő tényezők különböző variációiban lehetséges dátumok 68,2%-a ebbe az időszakba esik. A 95,4%-os konfidenciaintervallum i. e. 5600-4750 közötti.
Az adatokat folyamatosan gyűjtik, ezért minden elemzés csak iránymutatást adhat. Általában talán biztosan mondható, hogy a VK a kontinentális Európa őstörténetének több évszázadát fogja át az i. e. 6. évezred végén és az i. e. 5. évezred elején, helyi változatokkal. A belgiumi dátumok a VK késői túlélést jelzik i. e. 4100-ig.
A VK nem az egyetlen élelemtermelő kultúra volt a történelem előtti Európában. Meg kell különböztetni a neolitikumtól, amely  legkönnyebben Európában osztható fázisokra. Az egyik felosztás a következő:
- Korai neolitikum. 6000-5500. Az élelemtermelő kultúrák első megjelenése a VK későbbi elterjedésétől délre: a Körös-kultúra Dél-Magyarországon és a Bug–Dnyeszter-kultúra Ukrajnában.
- Középső neolitikum. 5500-5000. Korai és középső VK.
- Késő neolitikum. 5000-4500. Késői VK és utód kultúrái.

Az utolsó fázis már nem a neolitikum vége, hanem egy "végső neolitikum", amely a neolitikum és a bronzkor közötti átmenethez tartozik. Minden dátum függ a földrajzi régió kiterjedtségétől.
A VK kerámiastílusa is megenged bizonyos felosztást az időablakon belül. Különböző koncepciójú sémák vannak, ezek egyike a következő:
- Korai. A keleti és nyugati VK kultúrák közép-duna-vidéki eredettel.
- Középső. Kottafejes kerámia. A vonaldíszítést kottafejekhez hasonló megjelenésű pontok, "simogatások" szakítják meg. A kultúra ekkor érte el legnagyobb kiterjedését. Regionális változatok jelentek meg. Az egyik változat a késői Bug–Dnyeszter kultúra.
- Késői. Pontozott kerámia. Pontokból álló vonalak helyettesítik a bemetszett vonalakat.

Az utóbbi évtizedekben Bécs környékén és Magyarország nyugati régiójában folytatott feltárások eredményeként 2008-ban Kalicz Nándor a VK új kronológiáját publikálta:
- Legrégibb időszak: Szentgyörgyvölgy-Pityerdomb.
- Idősebb fázis: Zalavár-Belterület.
- Klasszikus időszak, Keszthely csoport: Keszthely-Dobogó.
- Késői időszak, zselízi kultúra: Győr-Pápai vám.

### Korai vagy nyugati VK
A korai vagy legkorábbi nyugati vonaldíszes kerámia kultúrájának kezdetét konvencionálisan Kr. e. 5500-ban határozták meg, de lehetséges Kr. e. 5700 is Nyugat-Magyarországon, Dél-Németországban, Ausztriában és a Cseh Köztársaságban. Néhányan közép-európai vonaldíszes kultúrának nevezik ezt, megkülönböztetve a VK alföldi fázisától. Magyar régészek egyre inkább a DVK, Dunántúli Vonaldíszes kultúra megnevezést használják. Számos helyi stílust és fázist határoztak meg.
A korai szakasz végén a DVK elérte Hollandiát is. Kr. e. 5200 körül. A már élelmiszer-termelő népesség eléggé kiterjedt volt. A korai szakasz a középső VK kottafejes kerámia szakaszába ment át, amely Ausztriában Kr. e. 5200 körül jelent meg és keleti irányban terjedt tovább Romániában és Ukrajnában. A késői fázis vagy a pontozott díszítésű kerámia kultúrája (németül: Stichbandkeramik vagy SBK, 5000-4500)  között bontakozott ki Közép-Európában és kelet felé terjedt el.

### Kelet
A keleti VK Kelet-Magyarországon és Erdélyben fejlődött ki a DVK-val körülbelül egy időben vagy kicsit később. A Magyar Nagyalföldet a Starčevo–Körös–Criş-kultúra foglalta el a Balkán felől Kr. e. 6100 körül. Magyar kutatók (Hertelendi Ede, Kalicz Nándor, Raczky Pál, Horváth Ferenc, Veres Mihály, Svingor Éva, Bartosiewicz László) 1995-ben egy újraértékelt korszakhatárt adtak: Kr. e. 5860-5330 a korai neolitikumra, 5950-5400 a Körös-kultúrára. A Körös-kultúra messze északra elterjedt a Felső-Tisza mentén és az Alföldtől északra a Bükk hegységnél állt meg, amelyet sűrűn elfoglaltak a kovakő kereskedelmen alapuló mezolitikus csoportok.
Kr. e. 5330 körül a VK klasszikus alföldi kultúrája jelent meg a Körös-kultúrától északra és virágzott kb. Kr. e. 4940-ig. Ez az időszak tehát a középső neolitikum. Az Alföld-kultúrát annak magyar nevéből, alföldi vonaldíszes kultúra, AVK-nak rövidítik, ami a keleti VK legkorábbi változata.
Egyes vélemények szerint az AVK közvetlenül a Körös-kultúrából alakult ki. A Körös-kultúra északi sarkában a Körös-kultúrát néhány helyen rövid ideig felváltó Szatmár-csoport átmenetinek tűnik. Néhány helyen a Körös-kultúrával, néhány helyen az AVK-val mutat hasonlóságot. A későbbi kerámiák fehér vonalakkal díszítettek, bemetszett sarkokkal. A Körös kerámiák festettek.
Mint az alábbiakban bemutatjuk, ugyanakkor nem volt jelentősebb népmozgás a kultúrák között. A Körös-kultúra késői fázisában, Kr. e. 5770-5230 között is a korábbi helyén volt. A kései Körös-kultúrát proto-Vinča kultúrának is nevezik, amely a Vinča-Tordos kultúrában folytatódott Kr. e. 5390-4960 között. Nem szükséges a Körös-kultúra és az AVK közötti közeli kapcsolatot feltételezni. Az AVK gazdasága eltér: a helyi vad fajtákból kitenyésztett szarvasmarhákat és sertéseket tartanak, a balkáni és a mediterrán térségből származó juhok helyett. A vadállatok csontjának aránya magasabb. Továbbá árpát, kölest és lencsét is termesztettek.
5100 körül a középső neolitikum vége felé a klasszikus AVK a kifejezetten helyi csoportokból álló Szakálhát-Esztár-Bükk komplexummá alakult át, amelyek kb. Kr. e. 5260-4880 között virágzott.
- A Szakálhát csoport az Alsó-Tisza és a Körös folyó vidékén helyezkedett el, felváltva a korábbi Körös-kultúrát.
- Az Esztár csoport északabbra, jellegzetes díszítésű, sötét színekkel festett kerámiával.
- A Szilmeg csoport a klasszikus értelemben vett Bükk-hegység lábánál helyezkedett el.
- a Tiszadob csoport a Sajó völgyében helyezkedett le.
- A Bükk csoport a hegyekben volt.

Mindegyik csoportot finoman megmunkált és díszített termékek jellemezték. Az angol Wikipedia Linear Pottery szócikkében fölsorolt legtöbb forrás szerint az egész komplexum az VK-hoz tartozott. Mielőtt a kronológia és a többi helyszín ismertté vált, úgy gondolták, hogy a Bükk csoport az egyik fő változat, sőt Gimbutas egy helyen azonosította azt a keleti VK-val. 1991 óta az Alföld túlsúlyára derült fény.
A keleti VK és a VK vége kevésbé egyértelmű. A Szakálhát-Esztár-Bükk csoport más késő neolitikus kultúrába fejlődött át, a Tisza-Herpály-Csőszhalom kultúrába, amely már vagy nem VK vagy átmenet a VK-ból az egyik utódkultúrába a tiszapolgári-kultúrába.

## Eredetek
A kultúra eredetét meg kell különböztetni az azt használó nép eredetétől.

### Kultúra
A legkorábbi VK-elmélet az, hogy a kultúra a szerbiai és magyarországi Starčevo-Körös kultúrából alakult ki. Ezt a nézetet támasztja alá az, hogy a VK legkorábban, Kr. e. 5600-5400 körül a Duna középső szakaszán a Starčevo-kultúra területén jelent meg. Feltehetőleg a korai  Starčevo-Körös kultúra északi expanziója eredményezett egy tartós helyi változatot a Felső-Tisza vidékén, ami talán a helyi epi-paleolitikus népekkel létesített kapcsolatot. Ez a kis csoport a fazekasság hagyományát teremtette meg, bemetszésekkel helyettesítve a balkáni kultúrák festését. A Bécstől alig délebbre fekvő Brunn am Gebirge lelőhely a VK-ba való átmenet bizonyítékának tűnik. A lelőhelyen sűrűn épített házakban telepedtek meg az emberek, mintegy 5550-5200 között. Az alsóbb szinteken a Starčevo típusú sima kerámiák találhatók, nagy számú, a magyarországi Balaton közeléből származó kőből készült eszközzel. A jelzett időszak folyamán a VK kerámiák és a háziasított állatok száma növekedett, mialatt a használt kőeszközök száma csökkent. Ebben az összefüggésben különösen jelentősek az utóbbi húsz évben a Dunántúlon feltárt legkorábbi VK települések, például: Szentgyörgyvölgy-Pityerdomb (Lenti kistérség), Vörs-Máriaasszonysziget (Kis-Balaton) és Andráshida-Gébárti-tó (Zalaegerszeg mellett). A VK-sírok csontvázainak DNS vizsgálatának eredményeit úgy értelmezik, hogy a kultúra hordozói a Kárpát-medencéből vándoroltak Közép-Európa más részeire.
Egy másik elmélet a helyi mezolitikus kultúrákból való kialakulást állítja. Bár a Starčevo-Körös kultúra elérte Dél-Magyarországot Kr. e. 6000 körül és a VK nagyon gyorsan elterjedt, mégis úgy tűnik, hogy van egy 500 éves hiátus, amelyben mintha valamilyen sorompó akadályozta volna a továbbhaladást. Továbbá a közel- és közép-keleti neolitikum termesztett növényfajtái nem érték el a VK területét, és végül a mezolitikus kultúrák a régióban már a VK-t megelőzően használtak néhány háziasított fajtát, mint a búzát és a lent. A La Hoguette kultúra a VK elterjedésétől északnyugatra, az ott őshonos növényekből és állatokból saját élelemtermelést fejlesztett ki.
Egy harmadik elmélet a VK kezdetét a mezolitikus kultúráknak a kelet-európai síkságra gyakorolt hatásának tekinti. Az agyagedényeket az intenzív élelemgyűjtésre használták. Az elterjedés üteme nem volt gyorsabb mint általában a neolitikumban. Dolukhanov és szerzőtársa szerint a barriertől délkeletre lévő sztyeppéről jövő befolyás ösztönözte a mezolitikus északot saját fazekasságának a kifejlesztésére. Ez a nézet csak a fazekasságot veszi figyelembe, feltehetőleg, a mezolitikus kultúrák keveredtek a helyi élelmiszer-termelőkkel.
A Vonaldíszes kultúrát hosszú nagycsaládi házak, irtásos-égetéses kapás földművelés és járulékos állattartás jellemzik. Háziállatként alkalmazzák már a szarvasmarhát (őstulok háziasítása?). Háziállataik között megtalálható a sertés, a juh, és a kecske is. A korábbi matriarchátussal szemben a férfiak szerepének megerősödése. Önálló temetők megjelenése, de még zsugorított helyzetű temetés (részben még előfordul a házak közé temetés). Toronyi (Ilon Gábor ásatása) és keszthelyi paticsfalú házak mérete 150–200 m² hasznos alapterülettel. Bakonyi radiolaritból pattintott kőeszközök használata.
A vonaldíszes kultúrából alakult ki a zselízi kultúra és a kottafejes kerámia kultúrája.

## Fordítás
- Ez a szócikk részben vagy egészben  a   Linear Pottery culture című angol Wikipédia-szócikk fordításán alapul.  Az eredeti cikk szerkesztőit annak laptörténete sorolja fel. Ez a jelzés csupán a megfogalmazás eredetét és a szerzői jogokat jelzi, nem szolgál a cikkben szereplő információk forrásmegjelöléseként.
- Ez a szócikk részben vagy egészben  a   Bandkeramische Kultur című német Wikipédia-szócikk fordításán alapul.  Az eredeti cikk szerkesztőit annak laptörténete sorolja fel. Ez a jelzés csupán a megfogalmazás eredetét és a szerzői jogokat jelzi, nem szolgál a cikkben szereplő információk forrásmegjelöléseként.

## Külső hivatkozások
- ↑ Bánffy:  Átmeneti kultúra. Beszélgetés Bánffy Eszterrel Archiválva 2013. november 12-i dátummal a Wayback Machine-ben
- ↑ Dolukhanov-Shukurov: Dolukhanov, Pavel; Shukurov, Anvar: Modelling the Neolithic Dispersal in Northern Eurasia (PDF). Documenta Praehistorica XXXI. Department of Archaeology, Faculty of Arts, University of Ljubljana, 2003. [2007. szeptember 27-i dátummal az eredetiből archiválva]. (Hozzáférés: 2013. augusztus 31.)
- ↑ Ezredfordulón:   Magyar régészet az ezredfordulón, Főszerkesztő: Visy Zsolt, Felelős szerkesztő: Nagy Mihály, Budapest (2003). Hozzáférés ideje: 2012. március 16. Jelen szócikkhez a kötetből T. Bíró Katalin: A termelő gazdálkodás kezdetei Magyarországon. c. tanulmánya, valamint Domboróczki László Füzesabony-Gubakút c. összefoglalója kapcsolódik.
- ↑ Hódmezővásárhely: Hódmezővásárhely története Archiválva 2013. augusztus 18-i dátummal a Wayback Machine-ben
- ↑ Honti et al.:  A tervezett M7-es autópálya somogy megyei szakaszának megelőző régészeti feltárása (2002-2003) előzetes jelentés III:
- ↑ Jénai Egyetem:  A Jénai Egyetem Őskori és Ókori Régészeti Intézetének honlapján az Intézet története:   http://www.ufg.uni-jena.de/Institut/Geschichte/1859%E2%80%931929.html Archiválva 2013. december 11-i dátummal a Wayback Machine-ben
- ↑ Kalicz:  Kalicz Nándor: Az őskori agyagszobrászat kezdetei a Nyugat-Dunántúlon (Kr. e. 6000 - Kr. e. 3000). In: Százszorszépek. Emberábrázolás az őskori Nyugat-Magyarországon szerk.: Ilon Gábor
- ↑ MEK: Magyarország a XX. században. Ősrégészet.
- ↑ NG:  Hétezer-ötszáz éves "luxusházak" Vas megyében
- ↑ Tompa:  Tompa Ferenc: Budapest őstörténete